# Gnathabelodon
Gnathabelodon – wymarły północnoamerykański trąbowiec obejmujący gatunki środkowomioceńskie i późnomioceńskie. Charakteryzowały się wydłużoną żuchwą w kształcie łyżki. Nie posiadały dolnych ciosów, co wyróżniało je spośród takich rodzajów, jak Platybelodon czy Amebelodon. Ciosy górne zaś osiągały znaczne rozmiary, zakrzywiając się w górę i na zewnątrz. Uzębienie i ogólna budowa ciała przywodzi na myśl Gomphotherium.